# Ціпао

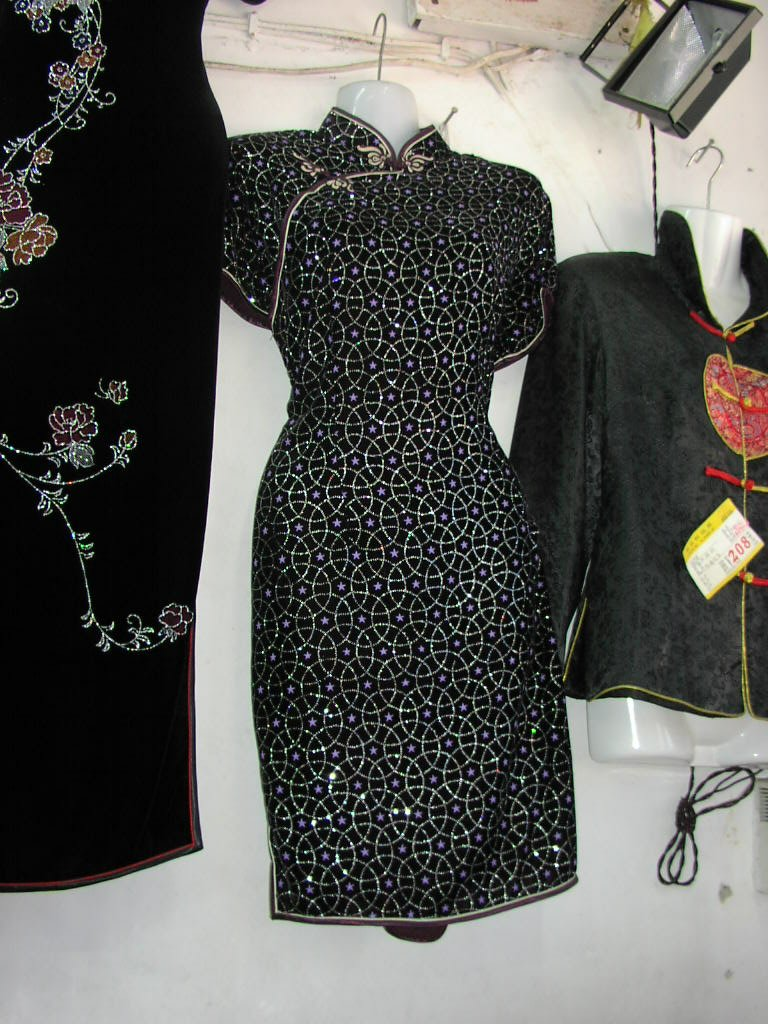
Сучасна ціпао

Ціпа́о (кит.: 旗袍 qí-páo), також чаншань (кит.: 长衫 cháng-shān)  — традиційний жіночий одяг у Китаї та деяких народів Південно-Східної Азії. Вільна сукня, що має розрізи по боках уздовж ніг, фасон може дозволяти стоячий комір. Походить від національного одягу маньчжурів. У Шанхаї в першій половині XX ст. ціпао стала короткою сукнею вищого класу, що навпаки підкреслює витонченість та жіночність. У материковому Китаї ціпао розвинулася в форму жакета-блузки.

## Історія
За династії Цін, коли Китаєм правили маньчжури, вони використовували адміністративний поділ «восьми прапорів». Спочатку за ним організовувалися лише домогосподарства маньчжурів, але з часом туди були включені монголи та ханці. Маньчжури та всі решта, хто жили за системою «восьми прапорів», носили одяг, відмінний від звичайного цивільного. Він складався з довгих мантій, майже однакових як для чоловіків, так і для жінок, які називалися чанпао (長袍).
Згідно з династичними законами після 1636 року, всі китайці-ханці були змушені під страхом смертної кари носити маньчжурську чоловічу зачіску та одягатися в маньчжурські чанпао. Однак згодом обов'язок носити чонпао лишився тільки за тими, хто служили чиновниками й науковцями. Серед цивільних ханців чонпао розділилося на жіночий одяг ціпао та чоловічий чаншань (長衫). У жіночому одязі співіснували маньчжурська та ханська традиції. Протягом усієї династії Цін цивільні жінки подекуди продовжували носити традиційний ханський одяг часів династії Мін аж до Сіньхайської революції 1911 року.
Знаменитостями, світськими особами та політиками 1920-х-1940-х років у Шанхаї була популяризована інша версія ціпао. Перша леді Китаю, мадам Веллінгтон Ку (Оей Хуей-лань) запровадила моду на облягаючу ціпао, яку вона носила з мереживними штанами та нефритовим намистом.
Спочатку ціпао носили зі штанами, як і чоловічий чанпао. З появою західної моди протягом десятиліття Нанкіна (1927—1937) багато жінок замінили штани на панчохи. До 1940-х років штани повністю вийшли з ужитку. Туфлі на високих підборах були ще однією модною тенденцією в Шанхаї в той же час, і вона стала невід'ємною частиною модного набору ціпао. Оскільки тенденція носіння панчішно-шкарпеткових виробів скоротилася в наступні десятиліття, жінки почали частіше носити ціпао з голими ногами. Модернізований варіант ціпао підкреслює жіночу фігуру, і став популярним як сукня для вищого прошарку суспільства. У міру розвитку західної моди дизайн ціпао доповнився такими деталями, як відсутність рукавів і високий комір, рукави-дзвіночки та чорні мережива на подолі. Комуністична революція 1949 року знизила популярність ціпао та інших модних виробів у Шанхаї, але шанхайські емігранти та біженці принесли цю моду в Гонконг і Тайвань. У міру розвитку промисловості Гонконгу в 1950-і, жінки отримали змогу купувати та шити ціпао з дешевої доступної тканини. Модні сукні, улюблені елітою суспільства, до кінця 1950-х років стали звичайним одягом.
У материковому Китаї після повалення династії Цін ціпао, скорочена до топу, стала популяризуватися на хвилі піднесення фемінізму як одяг і для жінок, і для чоловіків. Особливо з 1930-і серед студентів набули поширення сині ціпао. У 1927 році націоналістичний уряд оголосив ціпао національним одягом китайських жінок. З ослаблення комуністичної влади в 1980-х роках ціпао знову набула популярності на материку. Китайці почали повертатися до своїх традицій і культурних коренів і знайшли нове натхнення в ціпао для весільних суконь та сценічних костюмів.
Сучасна ціпао використовується як уніформа бортпровідниць на літаках, як шкільна форма, фестивальний та весільний одяг.

## Галерея

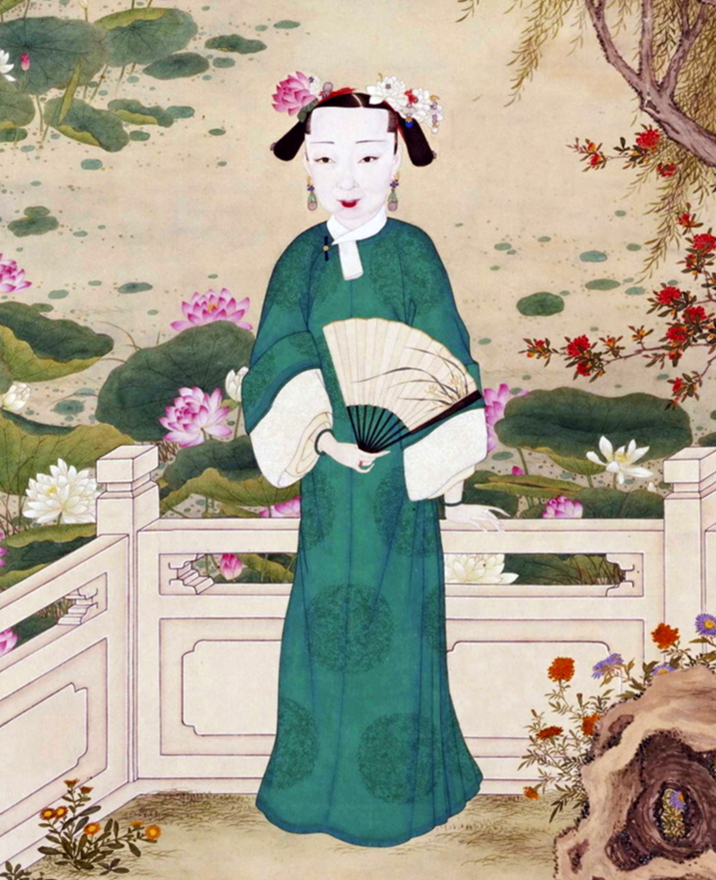
Період імператора Міньніна (1821–1850) Імператриця Сянченшен
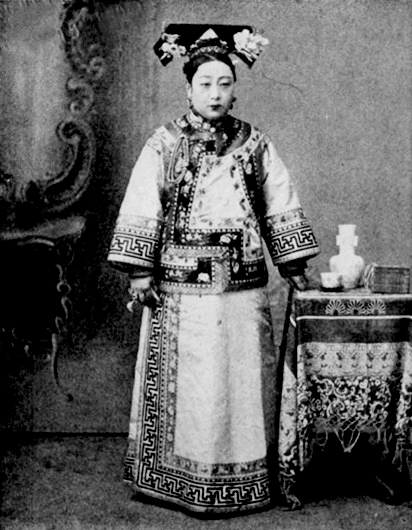
Період імператора Цзайтяня (1875–1908) Імператриця Сяочнгрен
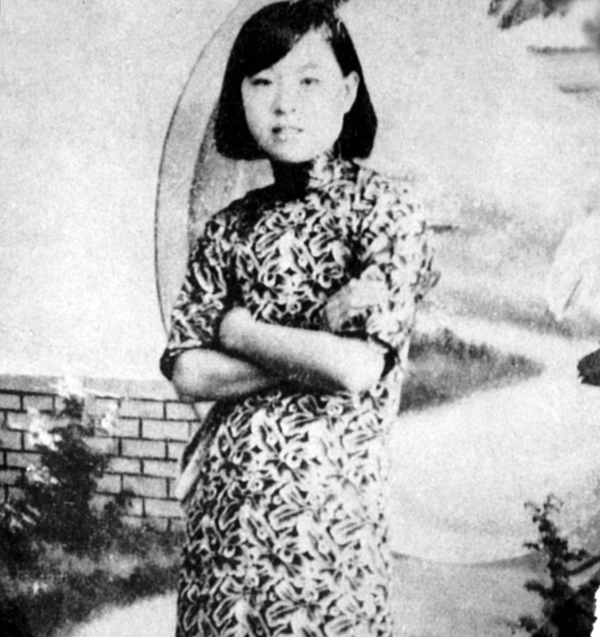
Республіканський період (1913–1949) Тань Юйлін, наложниця Пуї
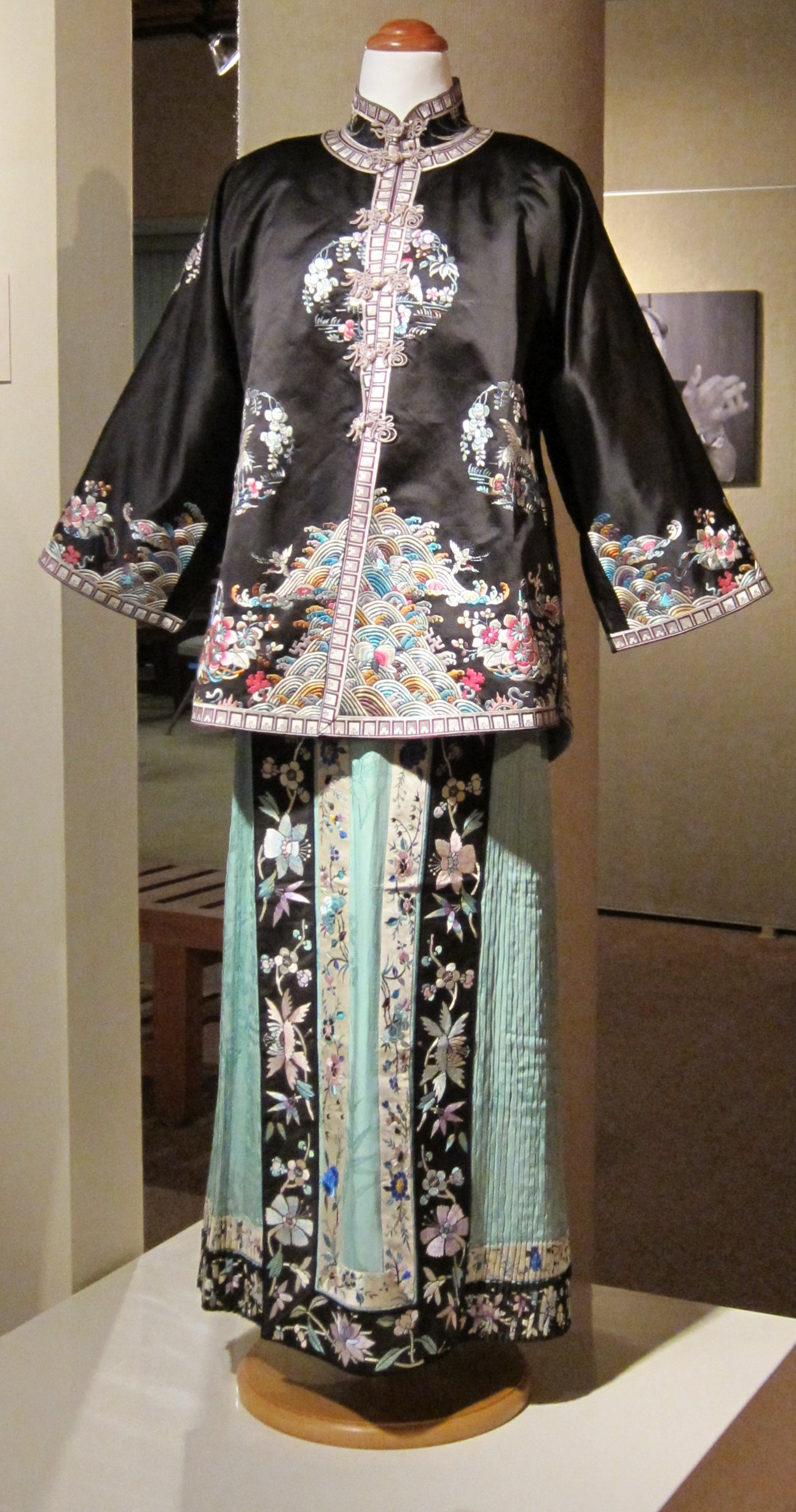
Ціпао бл. 1900 р.
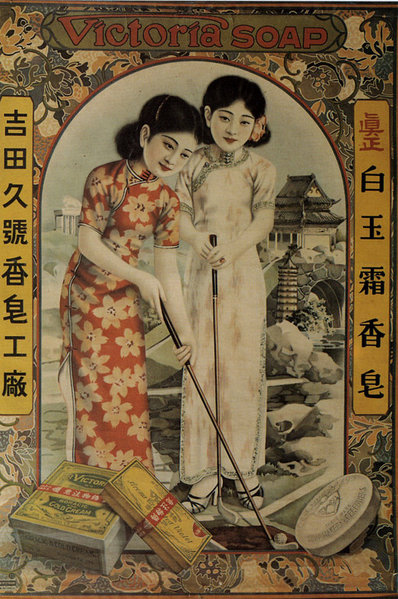
Жінки в ціпао на шанхайській рекламі 1930 р.